# Wyższe Seminarium Duchowne Franciszkanów w Łodzi
Wyższe Seminarium Duchowne oo. Franciszkanów w Łodzi – seminarium duchowne Zakonu Braci Mniejszych Konwentualnych Kościoła rzymskokatolickiego w Łodzi przy ulicy Okólnej 185.

## Historia
Początki seminarium datuje się na XVIII wiek, od kiedy mieścił się tutaj nowicjat dla kleryków franciszkańskich. Działał on z krótkimi przerwami na początku XIX wieku, po odzyskaniu niepodległości i po II wojnie światowej.
W latach 1954–1970 przy tutejszym klasztorze mieściło się Wyższe Seminarium Duchowne (pomyślane jako studium filozofii), wspólne dla obydwu franciszkańskich prowincji – warszawskiej i krakowskiej. W 1970 roku zostało ono przeniesione do Krakowa, łącząc się z tamtejszym wydziałem teologicznym. W 1968 roku w seminarium powstał zespół Fioretti, który wskutek połączenia seminariów przeniósł się do WSD Franciszkanów w Krakowie.
Po raz kolejny seminarium ustanowiono w łódzkich Łagiewnikach 22 czerwca 1978 roku, tym razem dla prowincji północnej franciszkanów konwentualnych. W 1986 roku z prowincji M.B. Niepokalanej wyłoniła się nowa prowincja z siedzibą w Gdańsku. Od tego podziału WSD w Łagiewnikach stało się seminarium międzyprowincjalnym, ponieważ uczyli się w nim alumni obydwu prowincji. W 1986 roku do WSD przeniesiono Bibliotekę Prowincjalną, mieszczącą się dotąd w Warszawie.
W latach 1982–1984, według projektu Mirosława Robaka, przy klasztorze powstał oddzielny gmach dla seminarium. Nowy budynek, w kształcie dwupiętrowego czworoboku, miał według planów pomieścić 80 – 100 alumnów. Od roku akademickiego 2001/2002 wszyscy alumni są równocześnie studentami Wydziału Teologicznego Uniwersytetu Kardynała Stefana Wyszyńskiego w Warszawie.
Od 13 czerwca 1998 roku Seminarium decyzją o. prowincjała Józefa Łapińskiego za zgodą ojca Generała zostało podniesione do rangi autonomicznego klasztoru pw. św. Bonawentury. Tym samym każdorazowy Rektor jest gwardianem (przełożonym) dla wszystkich przebywających w seminarium de familia.

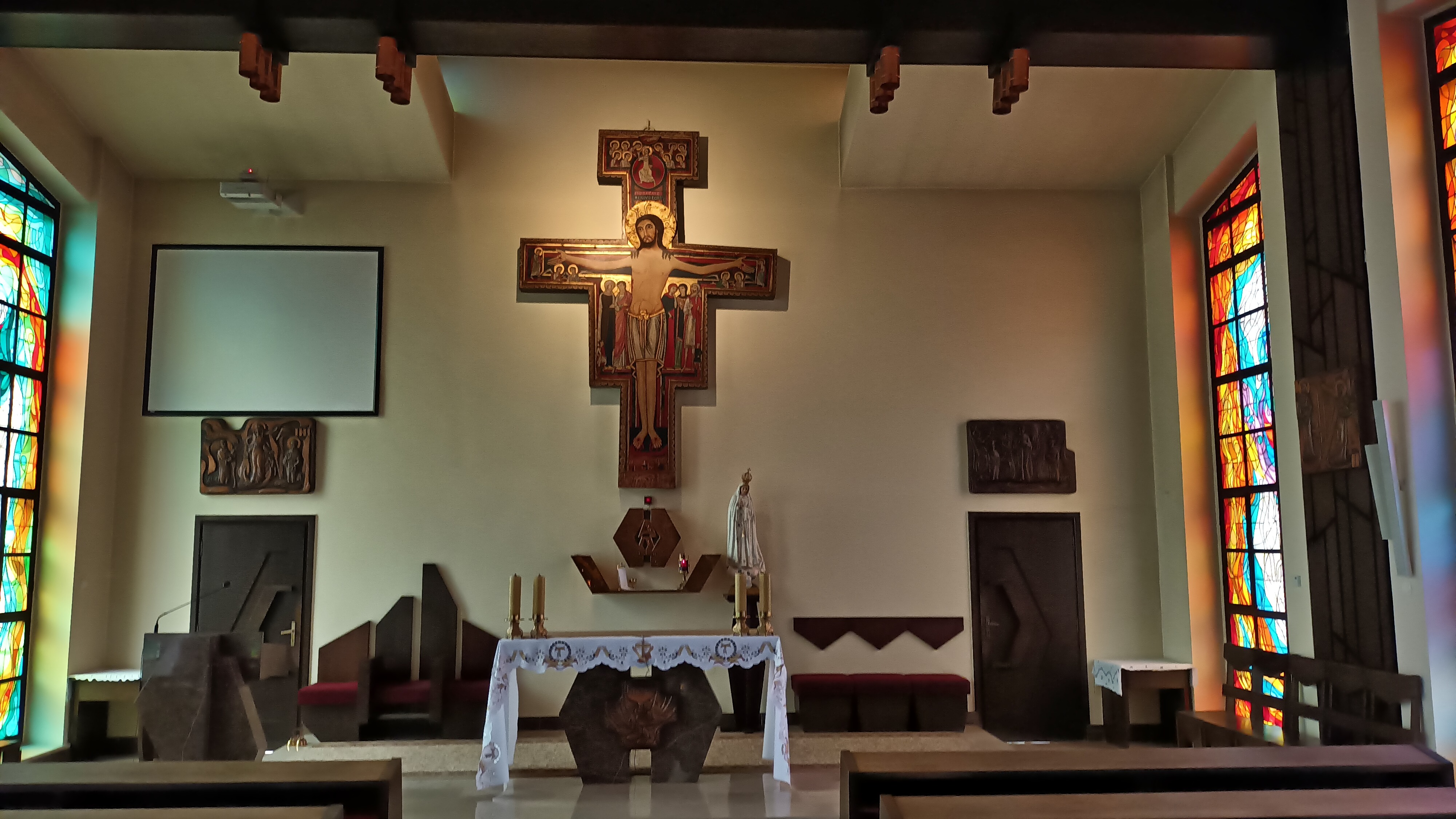
Kaplica seminaryjna

W gmachu WSD istnieje Instytut Franciszkański oraz seminaryjny zespół muzyczny „Pokój i Dobro”, który tworzą bracia klerycy.

## Rektorzy uczelni
- 1978–1983: o. Feliks Mechecki
- 1983–1986: o. Maciej Krzymowski
- 1986–1989: o. Manswet Wardyn
- 1989–1992: o. dr Jan Mucha
- 1992–1994: o. Edward Mastalerek
- 1994–1996: o. Piotr Sielużycki
- 1996–2000: o. Lucjan Ubysz
- 2000–2007: o. dr Jacek Ciupiński
- 2007–2012: o. dr Michał Baranowski
- 2012–2016: o. dr Piotr Matuszak
- 2016–2020: o. dr Mirosław Bartos
- 2020–2024: o. dr Piotr  Żurkiewicz[7]
- 2024– : o. dr Jacek Ciupiński

## Galeria zdjęć

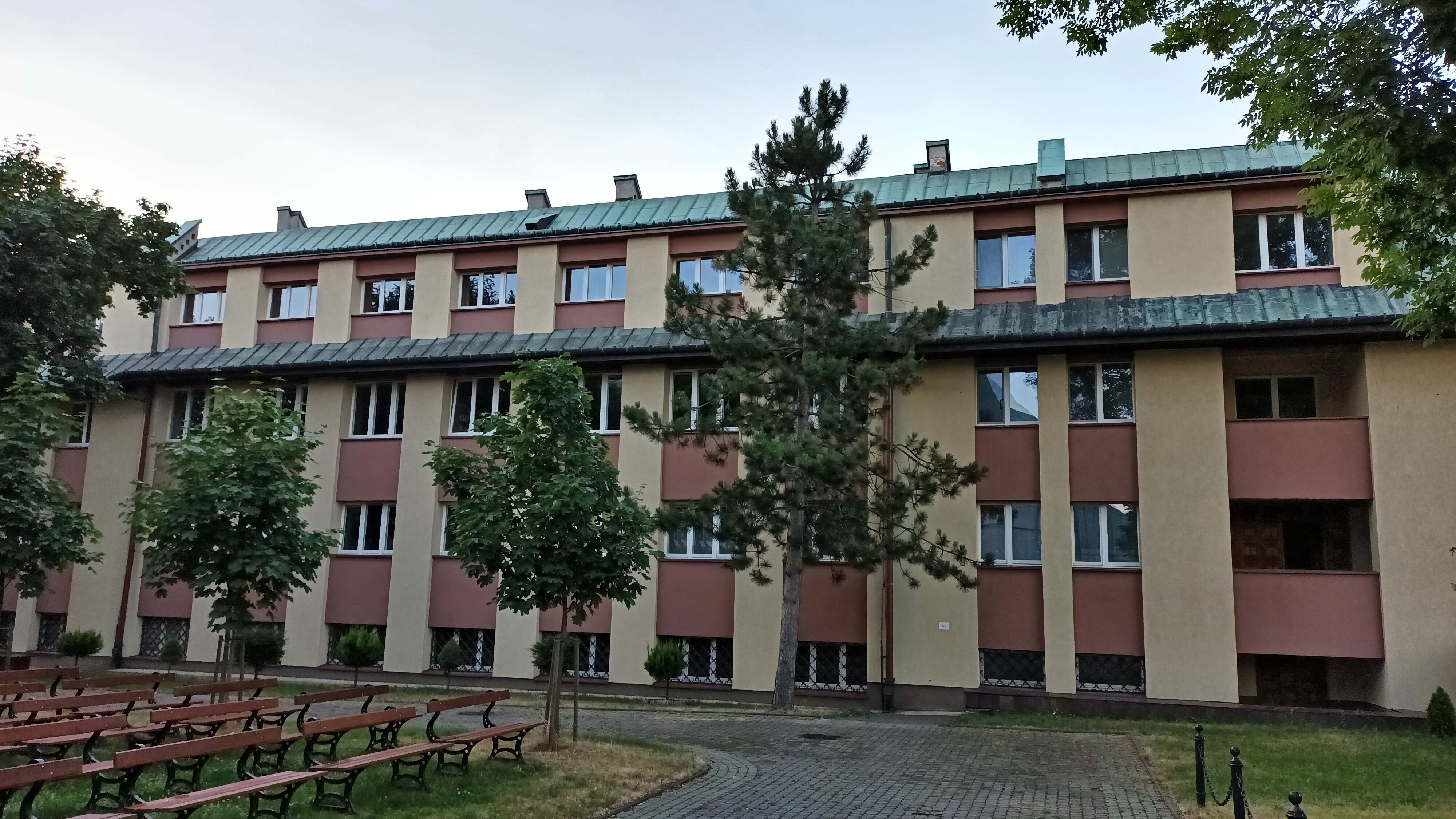
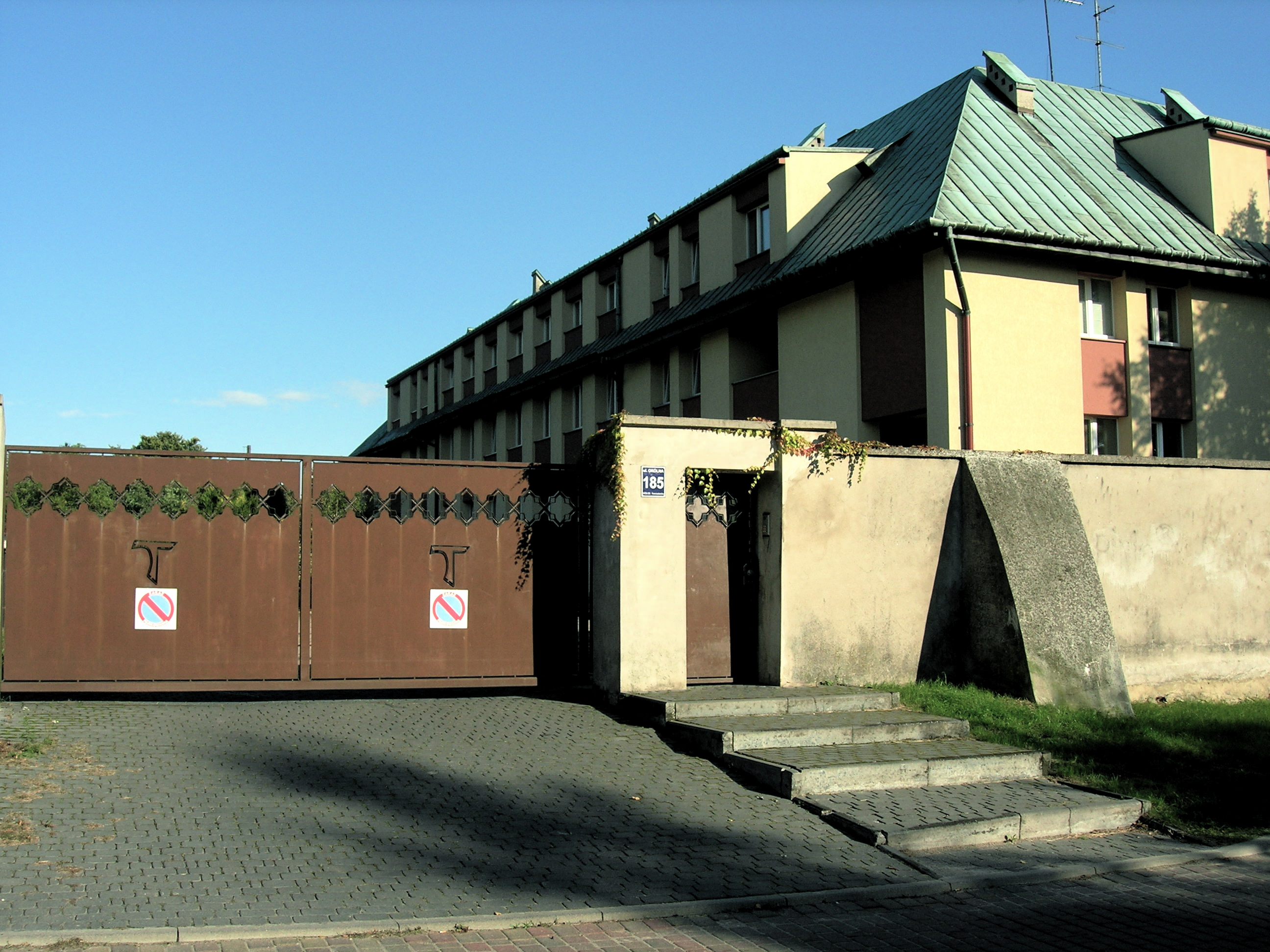
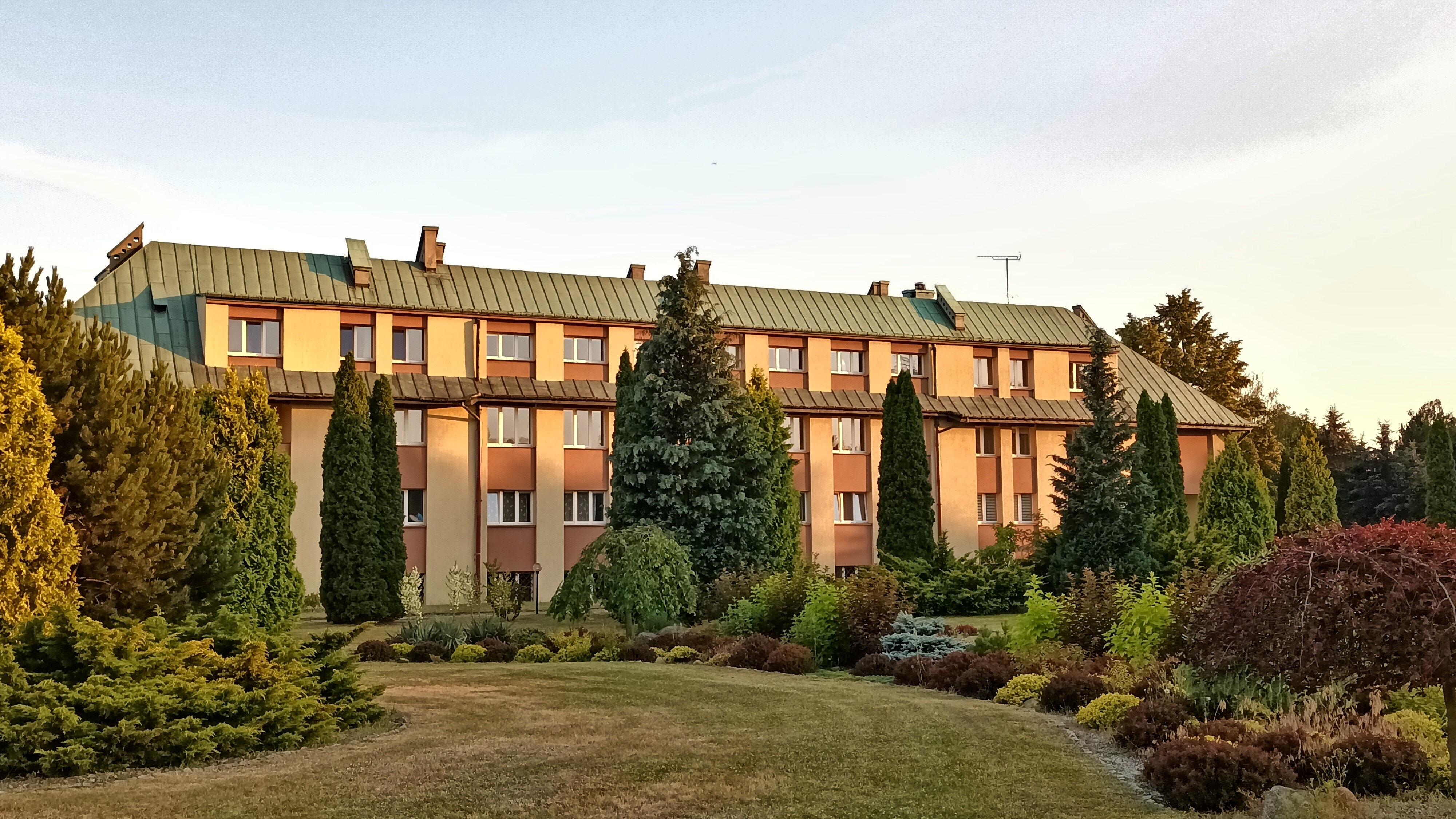
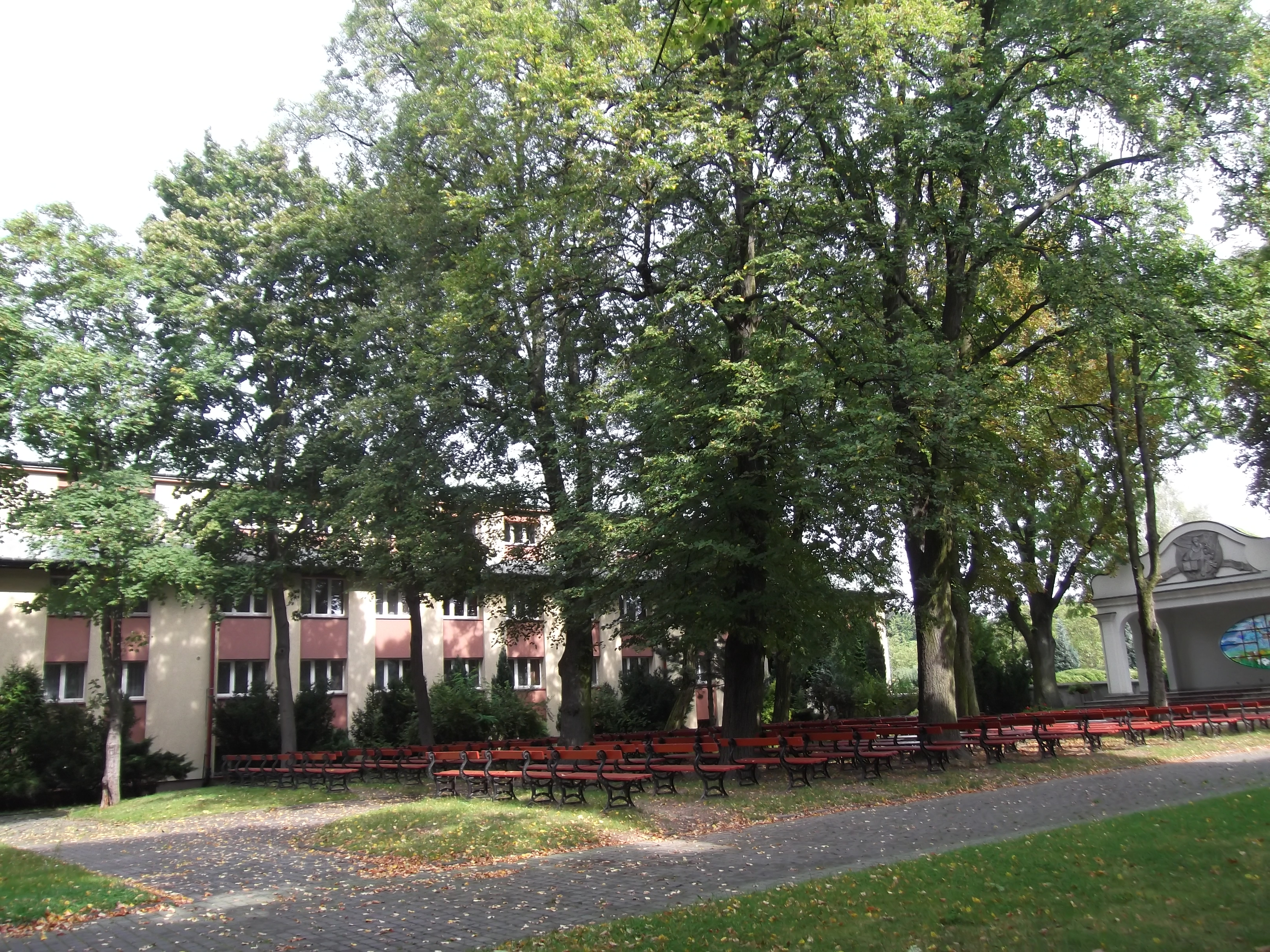